# 王思佳
王思佳（英語：Sophia Wang，1982年8月18日—），臺灣女藝人，生於臺中市。中國文化大學大眾傳播學系肄業。

## 個人生活
王思佳的父親王安明曾任臺灣高等法院檢察署檢察官，離職後轉任律師；母親林碧霞以藝名「布蘭妮」陪同女兒上節目。王思佳在家中排行老大，另有排行老二的妹妹、排行老三的弟弟。
2014年，王思佳在《康熙來了》承認後悔與初戀男友分手。由於該男已是著名演員，而他的現任女友也是藝人，當時王只透露給小S知道；該男演員身份引起揣測，如楊祐寧等人。
2016年，王思佳和從事貿易業的美籍華裔男友Joe Ho結婚。王思佳和Joe Ho在海南島度假時，男方拿出2.5克拉的鑽戒下跪求婚成功；兩人於同年5月18日晚間在W Hotel舉辦婚宴，婚宴席開30桌，婚禮總花費超過新台幣200萬元。王思佳和男友因藝人陽帆的妻子Julie介紹認識，婚前約會12次後互許終身。
2023年2月，魔競娛樂宣布王思佳加盟消息。

## 事件
- 2014年，個人第二張專輯《電音派對No.1》中的新歌〈No.1〉疑似抄襲韓國知名女星泫雅造型而備受質疑。相關人士爆料，王思佳要求造型模仿泫雅，定裝時因衣服不像拒穿並飆罵：「照抄有這麼難嗎？」。王思佳事後否認並解釋：「是褲子不合身沒辦法穿，布料太硬不能跳。」對抄襲質疑她表示：「開會時提了泫雅等女藝人，以韓團為主，很多方向都會開會提議，什麼可能性都會考慮和討論。」網友亦質疑該MV用高跟鞋砸蘋果的橋段跟泫雅的〈Red〉一曲MV相似，而歌曲前奏與MP魔幻力量的〈射手〉一曲相似，專輯製作人呂曉棟表示：「的確很像，但音樂元素不專屬於某首歌曲，是雷同不是抄襲」[7][8][9]。
- 2016年，個人第三張專輯中的主打歌〈跳Tone〉，疑似抄襲韓國知名女子團體2NE1的〈Come Back Home〉遭網友質疑。王思佳在直播影片中哽咽表示，自己事前不知情，亦沒聽過這首歌，絕無抄襲任何人的意思；她表示：「沒有人想要像任何一個人，所以不需要去做這樣子的事情。」,發行唱片公司華特音樂董事長柯英高回應，作曲人合約載明，歌曲必須原創，「他跟我們說是原創，我們哪會知道。我覺得台灣音樂已經很好，也沒必要抄襲別人。」被指控抄襲他無奈表示：「這也不是我們願意。」而作曲人林佳玲未出面說明，專輯製作人呂曉棟手機未開機，無相關回應[10][11]。
- 丁小芹詐騙事件中，王思佳於網路直播與Makiyo一同指控曾被丁詐騙。王思佳表示丁在她光顧服飾店前，先將店中標價調高甚多[12]，不料被員工錄音，多年後透露給王思佳。之後又透過網路向丁購物，再爆出已付款卻未到貨。
- 2018年5月11日，王思佳與布蘭妮出席微風廣場第16屆微風之夜，為電影《死侍2》站台，在台上不慎露點。[13]
- 2023年5月，王思佳在節目《女人我最大》分享珍藏的愛馬仕包包遭網友疑似是假包，兩日後她拍影片回應表示「包包是透過代購買的，為此特地將包包送至美國檢驗，要過幾日才會知道包包真假」。但影片釋出後，大多網友仍質疑王思佳送驗的包款與節目的包款不同，留言區一名自稱曾在愛馬仕做售後服務的前員工，提供自己服務的專業流程經驗。指出「愛馬仕在接受產品之前不會要求查看購買收據，但他們會要求客戶填寫一張包含一長串條款條件的表格。其中一個重要的條款是，在愛馬仕工匠提供任何服務之前，他們會檢查物品或包包的真偽。如果產品是真的，他們會進行維修，如果不是真的，他們會通知客戶，然後法國售後部門會銷毀物品。」5月13日晚上，王思佳在Instagram開直播說明連日來的紛爭，稱包包是真品並向鏡頭秀出購證，在直播過程一度淚崩表示「我人設從不需要假裝」。

## 演出作品

### 電視劇 / 網路劇
| 年份   | 電視台           | 劇名                | 角色   |
| 2003年 | 東森綜合台       | 《單身宿舍連環泡》  |        |
| 2003年 | 中視             | 《我的秘密花園 II》 | 鄭麗芹 |
| 2003年 | 東森綜合台       | 《老婆大人》        | 思佳   |
| 2004年 | 東森綜合台       | 《婆媳過招千百回》  | 陳美麗 |
| 2005年 | 中視             | 《雙璧傳說》        | 黃虹珍 |
| 2005年 | 華視             | 《生命的太陽》      | 孫芸   |
| 2006年 | 華視             | 《天長地久》        | 茉莉   |
| 2007年 | 三立台灣台       | 《我一定要成功》    | 張招金 |
| 2009年 | 中視、三立都會台 | 《老王同學會》      | 薇妮   |
| 2014年 | 樂視網           | 《光環之后》        | 琳達   |
| 2014年 | 樂視網           | 《天后之征》        | 琳達   |
| 2024年 | YouTube          | 《小菁與言言》      | Kelly  |

### 電影
- 2015年《台北夜游團團轉》

## 音樂作品

### 專輯
| 專輯 # | 專輯資料                                                                       | 曲目 |
| ------ | ------------------------------------------------------------------------------ | --- |
| 1st    | 《哈電音BaBaBa》 - 發行日期：2014年1月10日 - 語言：國語 - 唱片公司：華特音樂   | 曲目 1. BaBaBa 2. 毋通惹我麻煩 3. 女王 4. Beautiful 5. 舞魅 6. 到底愛誰 7. 冷空氣 8. 熱舞 9. 三分鐘 10. 愛情火           |
| 2nd    | 《NO.1》 - 發行日期：2015年1月10日 - 語言：國語、台語 - 唱片公司：華特音樂     | 曲目 1. NO.1 2. Fly Fly Fly 3. 愛的時代 4. 王子 5. 毒蘋果 6. 變變變 7. 愛愛愛(台語) 8. 紅酒杯 9. 愛一個人請小心 10. 閃   |
| 3rd    | 《Yes I do》 - 發行日期：2016年1月10日 - 語言：國語、台語 - 唱片公司：華特音樂 | 曲目 1. 跳Tone 2. 愛火 3. Yes I Do 4. 愛的協奏曲 5. 戀愛物語 6. 凡爾賽之淚 7. OH OH OH(台語) 8. 你算什麼 9. 遊戲開始     |
| 4th    | 《你是唯一》 - 發行日期：2018年1月9日 - 語言：國語、台語 - 唱片公司：華特音樂  | 曲目 1. 你是唯一 2. 天命真女 3. Tell me baby 4. 小甜蜜 5. 愛在當下 6. 心動點 7. 愛不愛 8. You and I 9. 一個我 10. 愛情歌 |
| 5th    | 《愛》 - 發行日期：2019年1月11日 - 語言：國語、台語 - 唱片公司：華特音樂       | 曲目 1. 愛 2. 信不信 3. 萬有引力 4. 不可思議 5. 不怕 6. 一個人的藍 7. Baby 我愛你 8. 手牽手 9. 小心肝 VS.蕭景鴻 10. 貝比 |

### 單曲
| 發行日期  | 歌曲名稱   | 語言 | 演唱人 |
| --------- | ---------- | ---- | --- |
| 2016年7月 | 給牠一個家 | 國語 | 演唱人 - 張祖誠 - 任家萱 - 王若琳 - 王治平 - 蕭敬騰 - 李毓芬 - 周興哲 - 周予天 - 方炯鑌 - 黃荻鈞 - Lulu黃路梓茵 - LollipopF棒棒堂 - TOP1男子漢 - Echo李昶俊 - 余荃斌No name合唱 |

### MV演出
| 年份   | 歌手   | 歌曲     |
| ------ | ------ | -------- |
| 2003年 | 許茹芸 | 《神話》 |
| 2011年 | Makiyo | 《夜電》 |

## 外部連結
- 王思佳Sophia 0818的Facebook專頁
- 王思佳Sophia的新浪微博
- 王思佳在香港影庫上的簡介
- YouTube上的王思佳頻道